# Converge (États-Unis)
Converge est une association chrétienne évangélique d'églises baptistes aux États-Unis. Elle est affiliée à l’Alliance baptiste mondiale et la National Association of Evangelicals (en). Son siège est situé à Orlando, Floride.

## Histoire

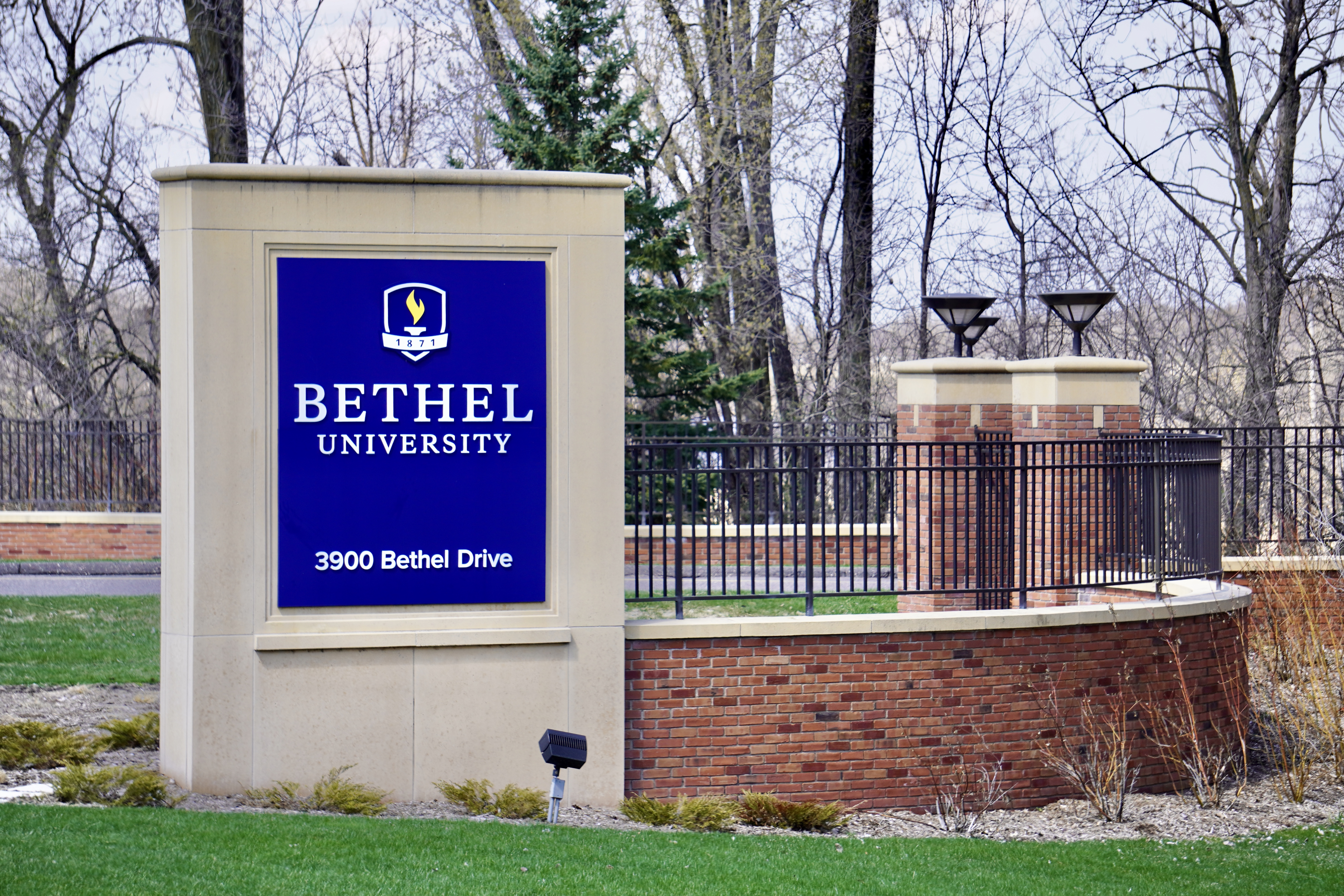
Université Bethel à Arden Hills.

Converge a ses origines dans une église baptiste suédoise fondée en 1852 à Rock Island (Illinois) par des émigrants de Suède. En 1879, 65 églises baptistes ont formé la Conférence générale baptiste suédoise.  En 1945, elle a pris le nom de Conférence générale baptiste d'Amérique en raison de la diversité ethnique de ses membres.  En 2008, elle a été renommée Converge Worldwide et Converge en 2015.  Selon un recensement de l’association, en 2023 elle disait avoir 1,346 églises et 324,163 membres.

## Organisation missionnaire
La convention a une organisation missionnaire, Converge missions .

## Programmes sociaux
Elle a une organisation humanitaire, Converge crisis response .

## Croyances
La Convention a une confession de foi baptiste et est membre de l’Alliance baptiste mondiale,.
Elle croit au ministère pastoral des femmes et a fondé le Converge Bridge Network pour soutenir leurs vocations .

## Écoles
Elle est partenaire du Séminaire Bethel fondé à Chicago en 1871 et de l'Université Bethel.